# Qualitätsmanagement-Software
Qualitätsmanagement-Software (Abkürzung: QM-Software) ist ein Begriff für IT-Anwendungen, die im betrieblichen Qualitätsmanagement eingesetzt werden. QM-Software kann in der Regel von allen Endgeräten aus (PC, Tablet, Smartphone) genutzt werden. Sie unterstützt Unternehmen dabei, Qualitätsmanagement-Konzepte (z. B. ISO 9001) umzusetzen.

## Einsatzbereiche
Qualitätsmanagement-Software wird für das Generieren, Vergleichen, Dokumentieren und Auswerten qualitätsrelevanter Kennzahlen (KPI) im Unternehmen eingesetzt. In diesem Zusammenhang spielt Qualitätsmanagement-Software eine wichtige Rolle für Kontinuierliche Verbesserungsprozesse (KVP) (z. B. durch die Optimierung von Workflows) im Unternehmen.
Häufige Anwendungsbereiche von QM-Software sind:
- Reinigung / Gebäudereinigung
- Ticketsystem / Auftragstickets
- HACCP / Hygiene-Kontrollen
- Arbeitsorganisation
- Technische Kontrollen und Wartung
- Sicherheitsdienste / Zeit- und Zutrittsmanagement
- Hausmeisterdienste
- Fuhrparkmanagement
- Umweltmanagement
- Mystery Checks
- Kundenbefragungen / Messung von Kundenzufriedenheit
- Audits

Da die IT-gestützt erhobenen Daten jederzeit abrufbereit sind, kann QM-Software auch für das betriebliche Wissensmanagement eingesetzt werden.

## Anwendung
Der Einsatz von QM-Software funktioniert häufig nach folgender Logik: Mitarbeiterinnen und Mitarbeiter eines Unternehmens mit operativem Schwerpunkt erheben qualitätsrelevante Daten. Die Daten stehen dann allen Beteiligten einer Prozesskette zur Verfügung, können von Führungskräften ausgewertet werden und anschließend weitere Prozesse in Gang setzen. 
Ein Anwendungsbeispiel ist die Gebäudereinigung, bei der Reinigungskräfte sämtliche Reinigungsvorgänge vor Ort in einem Gebäude per Smartphone dokumentieren. Objektleitern stehen die Daten dann für Vergleiche zwischen einzelnen Gebäuden oder Gebäudeteilen zur Verfügung. Werden während des Reinigungsvorgangs Mängel entdeckt, können diese IT-gestützt vermerkt werden und ein Auftragsticket zur Behebung des Problems auslösen (z. B. für das Nachfüllen von Verbrauchsprodukten wie Putzmittel).
Auch der Austausch von Daten zwischen Auftraggebern und Dienstleistern wird häufig über QM-Software gesteuert.

## Branchen
QM-Software kommt vor allem in folgenden Branchen zum Einsatz:
- Facilitymanagement-Dienstleister
- Gebäudereinigung
- Industrie
- Pharmaindustrie
- Kliniken
- Sicherheitsfirmen
- Automobilhersteller
- Lebensmittelindustrie
- Seniorenheime
- Banken
- Flughäfen
- Hotels
- Energieversorger
- Einzelhandel/Großhandel
- Cateringunternehmen
- Messeveranstalter

## Anbieter und Produkte
Die Auswahl an QM-Software auf dem deutschen Markt ist groß. So führt das Software-Portale softguide.de unter dem Stichwort „Qualitäts-Management“ 149 Anwendungen auf und unter dem Stichwort „Qualitätssicherung“ 28 QM-Softwareprodukte, Capterra listet unter dem Stichwort „QM-Software“ 269 Anwendungen (Stand: 2024).
Neben den Anwendungen großer internationaler Anbieter wie Oracle oder SAP bieten auch mittelständische deutsche Unternehmen QM-Software an, die für bestimmte Einsatzbereiche zur Anwendung kommen:

## QM-Software: Häufig genutzte Anwendungen
- Aeneis
- Approve on Fabasoft PROCECO
- BIC CRC
- Blomesystem
- CAQ.Net (CAQ AG)
- CASQ-it
- COAGO MES
- Compliance Quest
- CWA Smart Process
- DCH Vision
- Dot Compliance
- e-QSS
- eQMS
- firstaudit
- i:solution CAQ
- HITGuard GRC
- MasterControl
- Matrix Requirements
- mydocma MM
- N5-Solutions
- roXtra
- Quality Center
- SmartProcess
- SC Manager
- Syncos MES
- WissIntra

(Quelle: softguide.de, capterra.com)